# 白宮群英角色列表
電視劇《白宮群英》是一部1999年至2006年在NBC播出的政治電視劇，該劇集總共播出了七季。
本列表主要用於展示《白宮群英》中的主要角色及其家庭親屬關係，其餘涉及本劇政治人物的列表請參看白宮群英政治人物列表。

## 白宮工作人員
- 約書亞·巴特勒：總統（第一季至第七季），第五季第1集中援引美國憲法第二十五修正案而短暫辭職。

- 里奥·马加瑞：白宮幕僚長（第一季至第六季），第六季因為心臟病發而辭職，改任白宮幕僚長特別顧問，后被提名為民主黨副總統候選人。第七季在競選過程中因心臟病死亡，后當選為副總統。劇集開始前曾任勞工部部長。

- 茜·潔·格瑞：白宮新聞秘書（第一季至第六季），后接任里奥·马加瑞為白宮幕僚長（第六季至第七季）。

- 喬希·萊曼：白宮副幕僚長（第一季至第六季），桑托斯-马加瑞競選陣營總幹事（第六季至第七季）。劇集完結后成為桑托斯政府的白宮幕僚長。

- 托比·齊格：白宮公關部主任（第一季至第七季）。第七季中因洩露國家機密而辭職，巴特勒卸任前的最後一次特赦中赦免了他的罪行。

- 山姆·希朋：白宮公關部副主任（第一季至第四季）。美國國會加州眾議員參選人。第七季之後擔任桑托斯政府白宮副幕僚長。

- 威爾·巴利：白宮公關部副主任（第四季至第五季），副總統幕僚長（第五季至第七季）。國會眾議員，巴特勒政府白宮公關部主任。

- 安娜貝絲·斯科特：白宮副新聞秘書（第六季），桑托斯-马加瑞競選陣營幹事（第六季至第七季）。桑托斯政府第一夫人辦公室新聞秘書。

- 曼迪·漢普頓：劇集開始前為巴特勒競選陣營媒體公關，后進入敵對的陣營工作。羅斯維爾議員公關。白宮公關部媒體總監（第一季）。

- 安吉麗娜·布萊克：白宮法律事務顧問團主任。

- 柯利弗德· 凱利：眾議院代表委員會主席，白宮法律顧問團成員，白宮副幕僚長（第六季至第七季）。

- 艾米·嘉德娜：第一夫人幕僚長（第三季至第五季），桑托斯政府法律事務總監（第七季）。

### 助理及秘書
- 唐娜·摩絲：白宮副幕僚長助理（第一季至第六季），鮑勃·羅素競選陣營媒體專家兼新聞秘書（第六季），桑托斯-馬加瑞競選陣營新聞秘書（第七季），桑托斯政府第一夫人幕僚長（劇集完結后）。

- 德羅麗絲·藍丁漢：總統秘書（第一季至第二季），因車禍喪生。

- 黛博拉·費德勒：總統秘書（第四季至第七季）

- 瑪格麗特·霍普：白宮幕僚長助理（第一季至第七季）。

- 邦妮：白宮公關辦公室主任助理（第一季至第五季）。

- 金吉：白宮公關辦公室副主任助理（第一季至第七季）。

- 卡羅爾·費茲帕特裡克：白宮新聞秘書助理（第一季至第七季）。

- 凱西：白宮公關辦公室副主任助理（第一季）。

- 艾麗莎·薩菲林：白宮公關辦公室副主任助理（第四季）。

- 馬瑞娜（又名：瑞恩）：白宮公關辦公室主任助理（第五季）。

- 南希：總統保密室助理。

### 白宮法律顧問
- 萊昂內爾·崔比：白宮法律顧問團負責人（第一季）。共和黨人。

- 奧利弗·芭比時：白宮法律顧問團負責人（第二季至第七季）。主要案件：總統披露其罹患多发性硬化症；托比·齊格涉嫌洩露軍事機密。民主黨人。

- 艾因絲·海斯：白宮法律顧問團副負責人（第二季至第三季）。第七季中短暫出現，向桑托斯政府申請白宮法律顧問團負責人職位。共和黨人。

- 约瑟夫·昆西：白宮法律顧問團副負責人（第四季至第五季）。揭露副總統約翰·霍伊尼斯的醜聞，并導致其辭職。共和黨人。扮演昆西的，即是为美剧迷们熟悉的在《六人行》中扮演钱德勒·宾的马修·派瑞。

- 邁克·韋恩：白宮法律顧問團副負責人（第四季至第七季）。負責處理托比·齊格涉嫌洩露軍事機密。

### 戰情室
- 珀西·費兹華勒斯：參謀長聯席會議主席 （第一季至第五季）。隨美國使團訪問加沙地帶時被巴勒斯坦恐怖主義分子襲擊身亡。

- 尼古拉斯·亞歷山大 ：參謀長聯席會議主席（第五季至第七季）。

- 南希·麥卡娜麗：國家安全事務顧問（第二季至第七季）。

- 傑克·裡斯：供職于國家安全事務處（第四季），與唐娜·摩絲有過短暫約會。

- 凱特·哈柏：國家安全事務副顧問（第五季至第七季）。

- 阿蘭·阿達莫：五角大樓工作人員，曾就國際刑事法院事務與裡奧·馬加瑞交涉。曾在越戰中救過馬加瑞的性命。

- 艾德·巴瑞：陸軍參謀長。

- 夏農：空軍四星上將。

- 卡什曼：供職于國防部或國務院某個行政部門。

- 特德·巴羅：負責遠東及太平洋地區事務的助理國務卿。

- 鮑勃·斯拉特裡：負責近東地區事務的助理國務卿。

- 鮑比·鄧肯：國務院官員。

- 查斯：空軍職員。

- 米奇·詹森：職務不詳。

- 米格·楚普：負責西半球地區事務的助理國務卿。

### 特勤局及聯邦調查局
- 羅恩·菲爾德：特勤局總統安全事務負責人（第一季至第七季）。

- 西蒙·多諾萬：特勤局派遣保護茜·潔·格瑞的特工（第三季），后死於一起搶劫案。

- 吉娜·托斯卡諾：特勤局派遣保護柔伊·巴特勒的特工（第一季至第二季）。

- 威斯利·戴衛斯：特勤局負責柔伊·巴特勒安全事務成員（第四季）。

- 莫莉·歐康娜：特勤局負責柔伊·巴特勒安全事務成員（第四季），在柔伊的綁架案中被槍殺。

- 蘭迪·威瑟斯：特勤局負責柔伊·巴特勒安全事務成員（第四季）。

- 傑米·裡德：特勤局負責柔伊·巴特勒安全事務成員（第四季）。

- 湯姆·康奈利：联邦调查局局長（第一季至第四季）。

- 喬治·阿諾德：联邦调查局局長（第五季至第七季）。

- 邁克·卡斯帕爾：联邦调查局特工。

## 總統競選團隊

### 巴特勒陣營
- 布魯諾·基拉利：2002年，“巴特勒-霍伊尼斯”競選連任總統委員會總幹事（第三季至第四季）。2006年，埃裡克·貝克競選民主黨總統提名人委員會總幹事。共和黨總統提名人維尼克競選陣營獨立顧問。

- 喬伊·盧卡斯：政治顧問，經常受雇于白宮進行獨立的民意調查。聾啞人。

- 肯尼·瑟曼比爾：喬伊·盧卡斯的手語翻譯。

- 康妮·塔特：“巴特勒-霍伊尼斯”競選連任總統委員會幹事。

- 道格·維格蘭：“巴特勒-霍伊尼斯”競選連任總統委員會講稿撰寫人。

- 凱文·凱恩：山姆·希朋以前的朋友。“巴特勒-霍伊尼斯”競選連任的對手裡奇競選陣營的幹事。

- 狄倫·克拉克：2006年，約翰·霍伊尼斯競選民主黨總統提名人委員會的總幹事。

### 桑托斯陣營
- 露易絲·桑頓：桑托斯-馬加瑞競選陣營媒體總監（第六季至第七季）；桑托斯政府公關部主任（第七季）。

- 羅納·貝克曼：桑托斯議員助手（第五季至第六季）；桑托斯-馬加瑞競選陣營幹事（第六季至第七季）；桑托斯總統私人秘書（第七季）。

- 伊迪·奧爾特加：桑托斯-馬加瑞競選陣營副總幹事；

- 布拉姆·霍華德：桑托斯-馬加瑞競選陣營幹事；桑托斯總統個人助理。

- 奈德·卡爾森：桑托斯-馬加瑞競選陣營幹事。

- 奧拓：桑托斯-馬加瑞競選陣營演講撰稿人。

### 維尼克陣營
- 希拉·布魯克斯：維尼克參議員幕僚長；維尼克-沙利文競選陣營總幹事（后辭職）。

- 簡·布朗：與希拉·布魯克斯辭職后接任維尼克-沙利文競選陣營總幹事。

- 布魯諾·基拉利：見上文。

- 鮑勃·邁爾：維尼克-沙利文競選陣營演講撰稿人。

## 媒體
- 丹尼·康坎農：《華盛頓郵報》白宮記者團記者兼評論員（第一季至第七季，中間有短暫離開）。

- 格雷戈·布洛克：《紐約時報》白宮記者團記者（第五季至第七季），因拒絕披露消息來源而入獄。

- 羅傑·塞勒：《第四新聞演播室》節目主持人。

- 馬克·哥特佛裡德：《首都節奏》脫口秀主持人。

- 戴安娜·瑪瑟斯：強硬派脫口秀主持人。曾就柔伊·巴特勒綁架事件訪問柔伊·巴特勒，同時也在約翰·霍伊尼斯宣佈再度競選總統的時候採訪了他。

- 泰勒·裡德：保守派脫口秀主持人。

- 卡塔琳娜·威特：白宮記者團記者。

- 馬克·奧多內爾：白宮記者團記者

- 史蒂夫：白宮記者團記者

- 查理斯：白宮記者團記者

## 主要家庭

### 約書亞·巴特勒家庭
- 艾碧·巴特勒：約書亞·巴特勒的妻子，美國第一夫人。

- 喬納森·巴特勒：約書亞·巴特勒的兄弟。

- 伊莉莎白·巴特勒·威斯丁：約書亞·巴特勒的大女兒。

- 伊蓮娜·巴特勒：約書亞·巴特勒的二女兒。

- 柔伊·巴特勒：約書亞·巴特勒的小女兒。

- 巴特勒教授：約書亞·巴特勒的父親，

- 道奇·威斯丁：伊莉莎白·巴特勒·威斯丁的丈夫，2006年競選新罕布希爾州眾議院議席失敗。

- 維克·費森本：伊蓮娜·巴特勒的丈夫。

### 里奥·马加瑞家庭
- 馬羅麗·歐布瑞恩：里奥·马加瑞的女兒

- 珍妮·馬加瑞：里奥·马加瑞的妻子，后因為無法忍受馬加瑞對工作的執迷態度而離婚。

- 約瑟芬·馬加瑞：里奥·马加瑞的妹妹，教育工作者。

- 伊莉莎白·馬加瑞：里奥·马加瑞的妹妹。

### 茜·潔·格瑞家庭
- 霍根·格瑞：茜·潔·格瑞的侄女。

- 羅麗·帕拉姆·格瑞：茜·潔·格瑞的繼母，前高中英語教師。

- 泰拉米奇·格瑞：茜·潔·格瑞的父親，退休數學教師，老年癡呆癥患者。

### 喬希·萊曼家庭
- 喬妮·萊曼：喬希·萊曼的姐姐，因為照顧喬希而死於火災。

- 諾亞·萊曼：喬希·萊曼的父親，在巴特勒競選總統期間死於伊利諾伊州。

### 托比·齊格家庭
- 安德麗娜·懷伊特：托比·齊格前妻，馬裡蘭州國會議員。

- 莫莉·懷伊特：托比·齊格的女兒，名字來源於紀念因柔伊·巴特勒綁架事件而被槍殺的女特工。

- 哈克貝利·懷伊特：托比·齊格的兒子，名字來源於安德麗娜的祖父。

- 朱利斯·齊格：托比·齊格的父親，前殺手公司雇員，退休女式雨衣製造商。

- 戴維德·齊格：托比·齊格的弟弟，NASA航天員，第六季中自殺。

### 威爾·巴利家庭
- 艾麗莎·薩菲林：威爾·巴利的繼妹，一個尚未出道的喜劇作家。

- 托馬斯·巴利：威爾·巴利的父親，歐洲盟軍最高司令。

### 查理·楊家庭
- 狄安娜·楊：查理·楊的妹妹。

### 馬特·桑托斯家庭
- 海倫·桑托斯：馬特·桑托斯的妻子。

- 皮特·桑托斯：馬特·桑托斯的兒子。

- 米蘭達·桑托斯：馬特·桑托斯的女兒。

- 豪爾赫·桑托斯：馬特·桑托斯的兄弟。

## 其他角色
- 勞裡：山姆·希朋的朋友，法律系學生，應召女郎。

- 阿爾·基輔：民主黨民意調查員，曾與喬伊·盧卡斯有短暫的戀情。

- 拉裡·克萊佛：“自由觀察”組織律師。

- 伯納德·薩奇：白宮訪客管理辦公室主任。

- 安·斯塔克：托比·齊格以前的朋友，參議院多數黨領袖的幕僚長。

- 麗薩·舍伯恩：山姆·希朋的前未婚妻，現在為《名利場》雜誌工作。

- 斯丹尼·基沃斯：心理創傷後遺癥治療師，全美受害者心理創傷學會成員。

- 喬丹·肯德爾：裡奧·馬加瑞在美國國會召開的“關於巴特勒總統在多发性硬化症是否欺騙公眾”的聽證會上的律師，曾與裡奧·馬加瑞短暫戀愛。

- 阿拉娜·沃特曼：托比·齊格的律師，負責處理他在軍事情報洩密的事件。

- 讓·保羅·皮埃爾·克勞德（波旁王朝的孔代子爵）：柔伊·巴特勒的法國男友。

- 科林·艾爾賈森：攝影師。唐娜·摩絲在加沙出訪時，曾短暫與其戀愛過。

- 剛崔茲上校：空軍一號飛行員。

## 寵物
- 貝絲：格倫·艾倫·沃肯的哈巴狗。

- 蓋兒：茜·潔·格瑞的寵物金魚，由丹尼·康坎農贈送。

- 亨利：艾米·嘉德娜的巴薩特獵犬。